# Le Petit Dauphinois
Le Petit Dauphinois est un ancien journal quotidien régional français, publié du 29 décembre 1878 au 10 août 1944, et diffusé dans les départements de l'Isère, de la Savoie et de la Haute-Savoie. Son siège et sa rédaction étaient installés à Grenoble.
Fondé par Pierre Baragnon à la fin de l'année 1878, afin de devenir le « grand quotidien des Alpes françaises », le Petit Dauphinois cessera de paraître le 10 août 1944, suspendu pour avoir continué à être publié durant la Seconde Guerre mondiale et l'occupation allemande. Après la guerre, il sera remplacé dans sa fonction de journal régional par Le Dauphiné libéré.

## Historique

### Fondation
Pierre Baragnon (1830 - 1904), journaliste et homme politique républicain, créateur de nombreux journaux, fonde Le Petit Dauphinois, un quotidien régional basé à Grenoble, le 29 décembre 1878. Il le présente en ses termes : « Tout le monde doit venir sous le parapluie du Petit Dauphinois. Qui n'est pas dessous, se mouille ».
Sur le seuil de l'entrée de l'immeuble qui abrite la rédaction du journal, avenue de la gare, à Grenoble, voie qui prendra ensuite le nom du maire Félix Viallet, à sa mort survenue en 1910, une inscription visible sur le dallage indique la devise du quotidien : « Caveat qui me Tangit (Qu'il ne prenne garde celui qui me touche) ».

### L'ère Besson
En 1897, Pierre Baragnon nomme Joseph Besson (journaliste local, originaire du Trièves) au poste de secrétaire général, équivalent du poste de directeur et lui confiera le journal à sa mort survenue le 18 décembre 1904. Avant l'année 1900, il crée l'imprimerie moderne rattachée au journal qui édite également les titres suivants : Le Réveil du Dauphiné, L'Impartial de l'Isère, Le Savoyard Républicain, La Tribune de Grenoble, Le Petit Alpin, Le Petit Dauphinois illustré (créé en 1899), L'Écho de la Fédération, Le Mégissier, Le Dauphiné Horticole, Le Moniteur Dauphinois (journal d'annonces légales) et La Tribune Pédagogique. D'autres titres (pour un total de 40 publications) suivront entre 1890 et 1900.
En avril 1903, malgré le fait qu'il soit anticlérical, Joesph Besson se déclare indigné par l'expulsion des Chartreux et dénonce, dans le journal : « une tentative de chantage faite contre ces religieux ». Son fils Marcel Besson lui succédera à la tête du journal en 1919.
À partir du 1er janvier 1922, le quotidien confie la gestion de sa publicité à l'agence Havas qui ouvre à cet effet une succursale au 2, rue Molière à Grenoble. À cette époque le Petit Dauphinois est en vente dans quatorze kiosques à Paris.

### Seconde Guerre mondiale et disparition

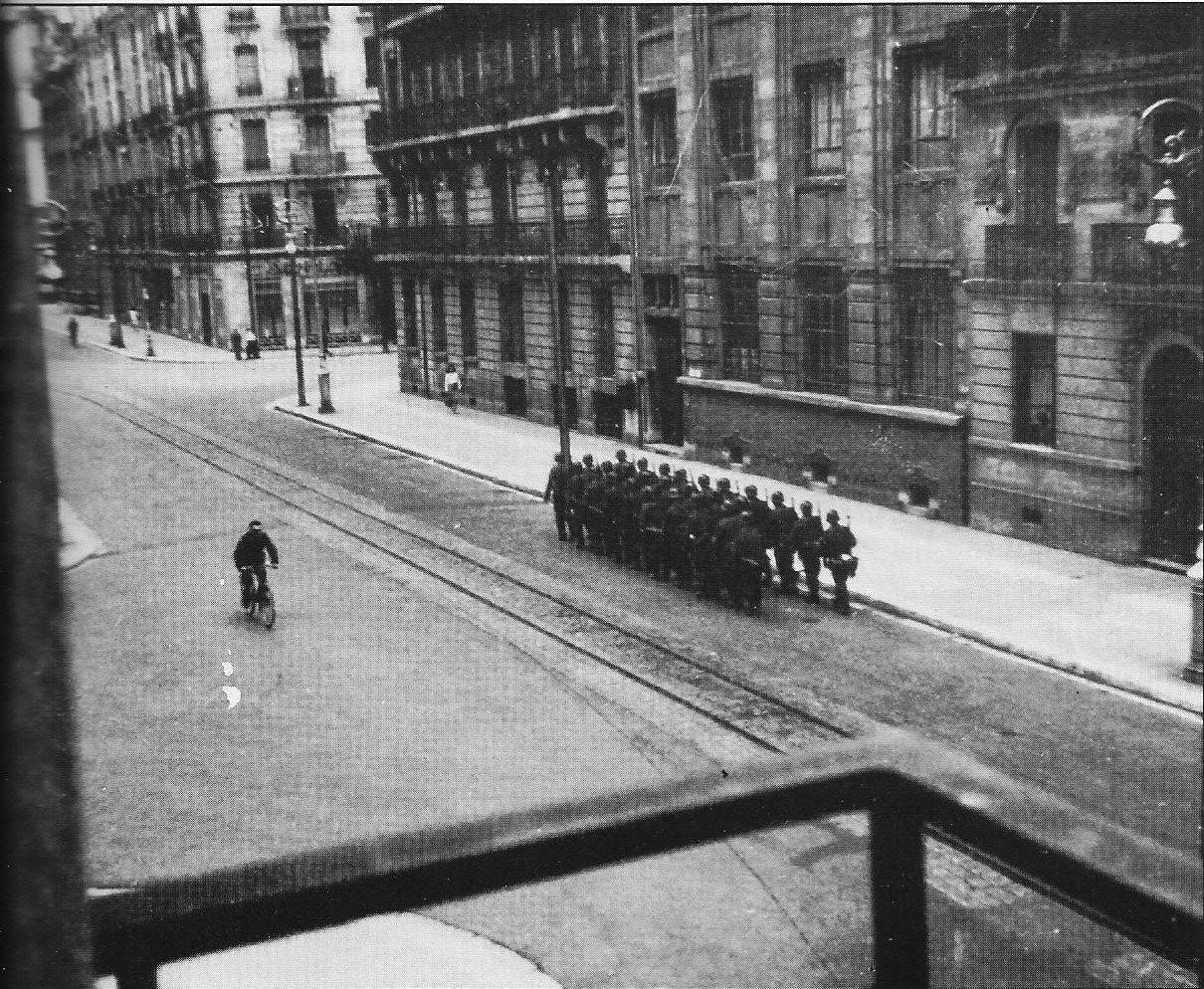
Grenoble durant l'occupation allemande
(1943 - 1944)

Au début de la Seconde Guerre mondiale survenue en septembre 1939, Le Petit Dauphinois restitue fidèlement les discours officiels du gouvernement et de l'État-major et il traite encore assez largement des événements nationaux et internationaux. Il publie, le 19 juin 1940, l'allocution du Général de Gaulle diffusée la veille depuis Londres. À ce titre, il est un des rares quotidiens à publier ce message, dès le lendemain de sa diffusion, avec Le Progrès de Lyon, Marseille Matin, Le Petit Marseillais et Le Petit Provençal.
Mais, dès l'armistice du 22 juin 1940, la rédaction du journal se lance dans une ligne favorable au gouvernement de Philippe Pétain et de collaboration avec l’Allemagne, allant notamment jusqu’à publier des appels à l’engagement dans la Kriegsmarine.
En mars 1941, le rédacteur en chef du journal Jean Fangeat écrit à l'occasion de la venue du Maréchal Pétain dans la ville de Grenoble, située alors en zone libre: « Le Maréchal est là. Il va prendre possession de notre ville et de nos cœurs. ». La une du journal du 20 mars 1941 est sans ambiguïté puisqu'elle relate exclusivement la visite du Maréchal Pétain à Grenoble et comporte trois grandes photographies dont l'une est prise au passage du cortège devant le siège du journal bien reconnaissable et arborant un immense portrait du maréchal.
Le 1er août 1944, Georges Biessy, secrétaire général du journal est exécuté par un groupe de résistants (groupes francs de l'Isère), au domicile de Marcel Besson, propriétaire du journal, qui est épargné. Dès la libération de Grenoble et de la vallée de l'Isère, survenue le 22 août 1944, le comité départemental de libération nationale suspend la publication de trois journaux grenoblois dont Le Petit Dauphinois, les biens étant placés sous séquestre en application de l’ordonnance du CFLN d’Alger du 22 juin 1944. 
Dès le lendemain, il est remplacé par Les Allobroges, un journal issu de la Résistance locale, puis l'année suivante, le 7 septembre 1945, par Le Dauphiné libéré, fondé par sept anciens membres de cette même Résistance, Les Allobroges cessant sa diffusion en 1958.

## Organisation
Directeurs successifs :
- Pierre Baragnon (18 octobre 1885 - 18 décembre 1904),
- Joseph Besson (5 septembre 1905 - 19 décembre 1919),
- Marcel Besson (20 décembre 1919 - 19 août 1944), fils du précédent.

Imprimeurs :

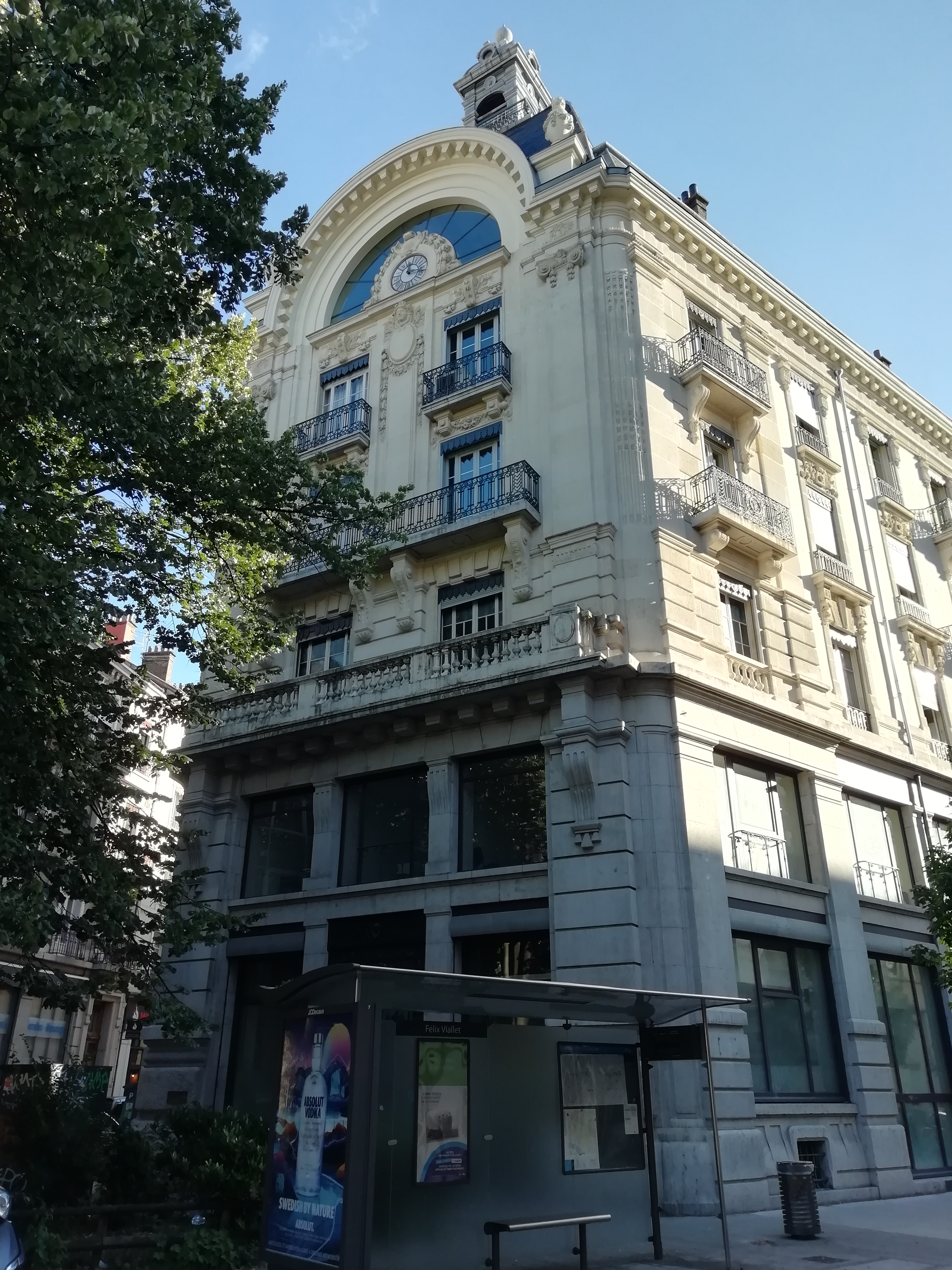
Immeuble dit « Coupole dauphinoise » de l'ancienne Imprimerie générale de Grenoble, puis siège du Petit Dauphinois.

- Imprimeur Maisonville et fils, puis Breynat et Cie, puis Imprimerie spéciale du "Petit Dauphinois" et, enfin les Grands Établissements de l'Imprimerie Générale

## Tirages et collaborateurs

### Tirages
En 1914, le journal tirait à 280 000 exemplaires et avant au début de la Seconde Guerre mondiale, à 200 000 exemplaires dont 60 000 abonnés .

### Collaborateurs
- Andry Farcy, conservateur du musée de Grenoble de 1919 à 1949, il rédige un billet sur le monde de l'art.
- Louis Lombard, avocat puis député de l'Isère, de 1885 à 1893, proche l'Union républicaine.
- Roger Frison-Roche, alpiniste français crée la rubrique : ski et montagne, en 1932[15].
- Henry de Monfreid, aventurier et écrivain français écrit dans les colonnes du journal, l'article : L'Éthiopie a-t-elle une armée ?, le 29 juillet 1935[16].